# Гава, Мария Андреевна
Мария Андреевна Гава (род. 1949) — украинская советская колхозница, депутат Верховного Совета СССР.

## Биография
Родилась в 1949 году. Украинка. По состоянию на 1974 год — член ВЛКСМ. Образование среднее.
С 1964 года — колхозница, 1966 года — звеньевая колхоза «Жовтень» Таращанского района Киевской области.
Депутат Совета Союза Верховного Совета СССР 9 созыва (1974—1979) от Мироновского избирательного округа № 495 Киевской области. Член Комиссии по торговле, бытовому обслуживанию и коммунальному хозяйству Совета Союза.